# Вилла-Парк (Калифорния)
Вилла-Парк (англ. Villa Park) — город в округе Ориндж в штате Калифорния в Соединённых Штатах Америки.
Согласно результатам переписи населения США, проведённой в 2020 году, число жителей города составляло 5843 человека, что чуть больше, чем было во время предыдущей переписи прошедшей в 2010 году (5812 человек).

## География
Согласно данным представленным Бюро переписи населения США, общая площадь города составляет 2,1 квадратных мили (5,4 км2) и вся эта территория приходится на сушу.

## История
После экспедиции Портолы 1769 года испанская экспедиция под руководством отца Хуниперо Серры назвала эту область Вальехо-де-Санта-Ана (Долина Святой Анны).

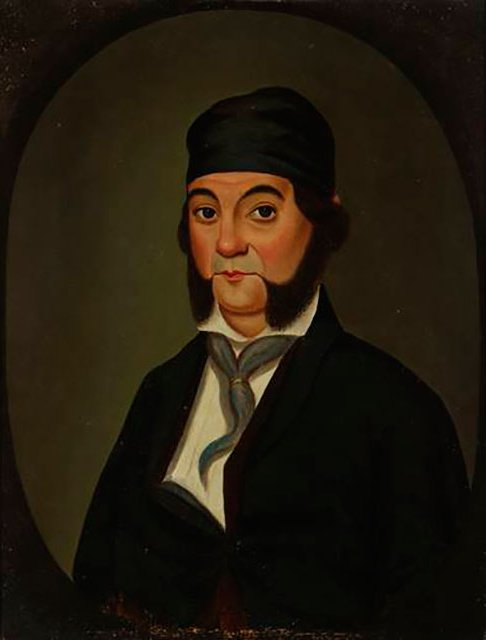
Дон Бернардо Йорба (1800–1858), владелец Ранчо Сантьяго-де-Санта-Ана, включавшего всю современную территорию Вилла-Парка

1 ноября 1776 года Миссия Сан-Хуан-Капистрано стала первым постоянным европейским поселением в Альта-Калифорнии. В 1810 году Испанская империя предоставила 62 500 акров (253 км2) Хосе Антонио Йорбе, который назвал эту территорию Ранчо Сантьяго-де-Санта-Ана. Ранчо Йорбы включало земли, где сегодня находятся калифорнийские города Олив, Ориндж, Вилла-Парк, Санта-Ана, Тастин, Коста-Меса и Ньюпорт-Бич.
После мексикано-американской войны в 1848 году Верхняя Калифорния стала частью Соединённых Штатов и в эту область стали прибывать американские поселенцы.
В 1860-х годах поселение было известно как «Маунтин-Вью» (англ. Mountain View), но Почтовая служба США отказалась дать местному почтовому отделению такое название, поскольку в округе Санта-Клара, в одноимённом сообществе, уже было почтовое отделение с таким названием, поэтому почтовое отделение и, следовательно, район стали называть Вилла-Парк в честь города в Иллинойсе.
Изначально это было сельскохозяйственное сообщество, где выращивали виноград, грецкие орехи и абрикосы, но основной культурой более полувека были цитрусовые.
11 января 1962 года поселение было инкорпорировано и включено в реестр штата Калифорния, благодаря чему некорпоративное сообщество  официально получило статус города («Сity of» / «Town of»). После этого произошёл бурный рост населения города, который в 1970-е составил 162,1% (7137), но с той поры население Вилла-Парка постоянно сокращалось.
Город в основном отведен под односемейные жилые дома на участках, средняя площадь которых составляет около 20 000 квадратных футов (1900 м2) или 1⁄2 акра. Здание мэрии, включая общественный центр, и публичную библиотеку находится рядом с единственным торговым центром города.